# Реставрация в Швейцарии
Реставрация в Швейцарии (нем. Restauration in der Schweiz) — период истории Швейцарии c 1814 по 1847 годы, когда проходило объединение государства, раздробленного в результате Наполеоновских войн, в федерацию.
Союзный договор 7 августа 1815 года снова превратил Швейцарию в ряд самостоятельных государств, слабо связанных между собой общими интересами. Верховная власть хотя и принадлежала сейму, но деятельность его была весьма слабая. Он собирался по очереди в трёх форортах (первенствующих кантонах) — Цюрихе, Берне и Люцерне. Это обстоятельство не способствовало последовательности в делах, так как в промежутках между созывом сейма делами заведовал президент форорта, в котором заседал сейм, и дела переходили из одного форорта в другой. Кантональные конституции постепенно были изменены в консервативно-аристократическом духе. Все усилия либеральной оппозиции были направлены на введение демократических конституций в кантонах и на усиление связи кантонов между собой. Первыми кантонами, задумавшими пересмотр, явились Аппенцелль, Во, Тичино и Люцерн.
Разразившееся в 1830 году восстание в Польше дало сильный толчок движению. Начался целый ряд народных демонстраций, с требованием народовластия, равенства прав, разделения властей, свободы печати и т. п. 12 кантонов изменили свод конституции в демократическом духе, и таким образом переворот совершился без всяких кровопролитных столкновений. В других кантонах дело шло не так мирно. В Невшателе дело дошло до вооружённого столкновения республиканцев с правительством; Базельский кантон после 2-летней упорной борьбы между городом и сельскими общинами разделился на два полукантона; в Швице борьба между Альт-Швицем и окраинными округами также чуть не привела к разделению кантона на 2 полукантона.
17 марта 1832 года семь кантонов — Цюрих, Люцерн, Берн, Золотурн, Санкт-Галлен, Аргау и Тургау — подписали в Люцерне так называемый Siebenerkonkordat (договор семи), с целью взаимной гарантии своих конституций и пересмотра союзного договора. Как противовес этому союзу образовался вскоре другой — между малыми местными кантонами, Базелем и Невшателем (14 ноября 1832 года), получивший название «Сарненской лиги». Проект пересмотра союзного договора, предложенный на утверждение кантонов, был отвергнут, и вопрос о пересмотре пришлось отложить на неопределённое время.
Многочисленные политические беглецы (польские повстанцы, германские республиканцы, итальянские карбонарии и др.), находившие себе убежище в Швейцарии, вовлекли последнюю в 1834—1838 годах в целый ряд дипломатических столкновений с иностранными державами. С Францией, вследствие отказа Тургауского правительства удалить натурализовавшегося в Тургау принца Луи-Наполеона, дело чуть не дошло даже до вооружённого столкновения, улаженного только благодаря добровольному отъезду принца в Англию.
В то же время и внутри Союза начались сильные раздоры из-за вопроса о вероисповеданиях. Либеральные партии в Швейцарии уже давно с неудовольствием смотрели на реакционное католическое духовенство, враждебно относившееся к демократическому движению 1830 года. С целью разграничить права государства от прав церкви и положить предел властолюбию католического духовенства, люцернское правительство созвало 20 января 1834 года в Бадене конференцию, в которой приняли участие кантоны Люцерн, Берн, Золотурн, Санкт-Галлен, Аргау, Тургау и Базель сельский. Конференция выработала целый ряд статей, предложенных потом на утверждение отдельных кантонов, но почти всюду эти статьи были отвергнуты, чем был нанесён сильный удар либеральной партии. В Санкт-Галлене для защиты католической церкви образовался особый католический союз. Берн вынужден был отказаться от баденских статей под давлением Франции, к которой жители бернской Юры обратились с просьбой о защите (1836).

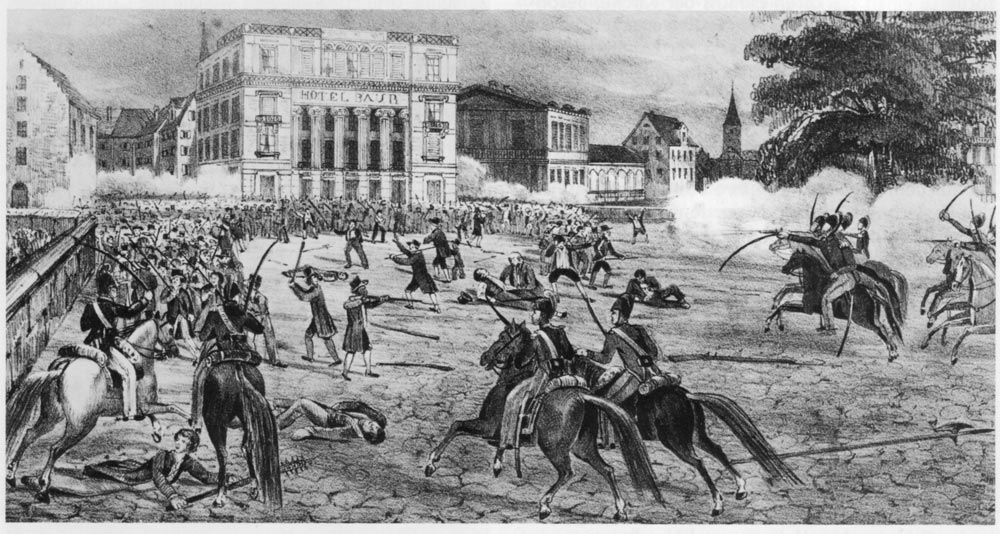
Путч в Цюрихе 6 сентября 1839 (литография)

Начавшееся в Цюрихе сильное возбуждение, вследствие приглашения на университетскую кафедру догматики Давида Штрауса, окончилось Цюрихским путчем. Радикальное правительство было низложено и заменено консервативным, удержавшимся, однако, всего около двух лет. Сильные волнения из-за вопросов вероисповедания произошли также в Гларусе, Тессине, Золотурне и Валлисе. Особенно сильно возбуждение было в Аргау; здесь вспыхнул открытый мятеж, подавленный правительством, получившим помощь от Берна и Цюриха. Так как главными подстрекателями к мятежу оказались монахи, то ааргауское правительство не замедлило распорядиться закрытием 8 монастырей. Это вызвало волнение в католических кантонах, особенно в Люцерне. Сильная там консервативно-ультрамонтанская партия, руководимая Зигвартом Мюллером, Иосифом Леем и Бернардом Мейером, успела добиться пересмотра конституции и изменения её по своему желанию. Ободрённые таким успехом ультрамонтаны, на основании одной из статей союзного договора 1815 года о гарантии монастырей, потребовали на сейме в Берне восстановления монастырей в Аргау. Когда сейм 31 августа 1841 года ограничился восстановлением 4 женских монастырей, кантоны Люцерн, Ури, Швиц, Унтервальден, Цуг и Фрибур решили выделиться из Союза, если их требование о восстановлении монастырей не будет выполнено (1843 год).
Вооружённое столкновение в Валлисе двух обществ — Старой и Молодой Швейцарии, окончившееся полным торжеством клерикальной партии, и призвание иезуитов в Люцерн ещё более усилили раздражение между клерикалами и радикалами. После того как предложение кантона Аргау об удалении иезуитов из Швейцарии не было поддержано большинством на сейме, люцернские радикалы задумали силой отнять власть у клерикального правительства (8 декабря 1844 года), но потерпели неудачу.
Так же печально кончилось и нападение на Люцерн 31 марта 1845 года вольных партизан из других кантонов, под начальством люцернца Штейгера и бернца Оксенбейна. Ультрамонтанские кантоны — Люцерн, Ури, Швиц, Унтервальден, Цуг, Фрибур — заключили между собой формальный союз (Зондербунд), с военной организацией (15 сентября 1845 года). Когда содержание этого договора, раньше сохранявшегося в тайне, стало известно сейму, собравшемуся 5 июля 1847 года в Берне, последний объявил существование отдельного союза несовместимым с условиями союзного договора.
Затем, так как после победы радикальной партии в Цюрихе, Берне, Санкт-Галлене и Женеве, большинство оказалось на стороне сейма, он приказал кантонам Зондербунда уничтожить свой договор и прекратить своё вооружение. В то же время сейм решил приступить к пересмотру союзного договора и удалить иезуитов из Швейцарии (3 сентября). Кантоны Зондербунда, надеясь на помощь иностранных держав, особенно Австрии и Франции, упорно отклоняли всякие попытки к примирению, делавшиеся сеймом. 21 октября сейм приказал генералу Дюфуру выступить с 6 дивизиями и занять враждебные кантоны. Союзная армия в 100 000 человек принудила к капитуляции Фрибур и Цуг, оттеснила 23 ноября, после ожесточённого боя, зондербундскую армию, под начальством генерала Салис-Солио, из её укреплённой позиции у Люцерна и заняла этот город. Тогда и остальные кантоны вынуждены были покориться; Зондербунд распался.
В покорённых кантонах были произведены соответственные изменения конституций и правительств и, кроме того, они должны были уплатить военные издержки. Исход войны решил в благоприятном смысле и вопрос о пересмотре союзного договора 1815 года. 18 января 1848 года сейму была вручена коллективная нота Австрии, Пруссии, Франции и России о том, что державы не допустят никаких изменений против договора 1815 года. Союзный сейм решительно высказался против права держав на вмешательство в швейцарские дела.
Февральская революция 1848 года отвлекла внимание держав от Швейцарии, но ещё раньше союзный сейм назначил особую комиссию из 25 членов для выработки проекта новой конституции. Проект этот 15 мая был представлен сейму и принят большинством 15,5 кантонов, с населением в 1 900 000 человек, против 6,5 кантонов (Ури, Швиц, Унтервальден, Цуг, Аппенцелль-Иннерроден, Tичино и Валe), с населением в 292 000 человек. Конституция эта, составленная по образцу конституции Соединённых Штатов Северной Америки, в основных своих чертах похожа на ныне действующую в Швейцарии конституцию. Вместо прежнего сейма, члены которого, в качестве уполномоченных, были связаны инструкциями своего кантона, было учреждено свободное в подаче голосов союзное собрание (Bundesversammlung), состоявшее из совета чинов (Ständerath), то есть на представителей отдельных кантонов, и национального совета (Nationalrath), представляющего собой весь швейцарский народ. Подобная система имела целью совместить сильный ещё в то время кантональный дух с национальным.
В первый совет депутаты посылались и избирались отдельными кантонами, по два от каждого кантона, во второй депутаты избирались народом по округам, по 1 депутату на 20 000 жителей. Исполнительная власть была вручена союзному совету (Bundesrath) из 7 членов, избиравшихся союзным собранием. Председатель союзного совета, избираемый на 1 год, получил название президента Союза. Был также учреждён особый союзный суд (Bundesgericht) для разбора столкновений между отдельными кантонами. Местом пребывания властей Союза был избран Берн, где 6 ноября 1848 года и было созвано первое союзное собрание, избравшее первый союзный совет.